# ФК Ковентри Сити
ФК Ковентри Сити (енгл. Coventry City Football Club) професионални је енглески фудбалски клуб из Ковентрија, који тренутно игра у Првој фудбалској лиги Енглеске, трећем рангу такмичења. Клуб је основан 1883. под називом ФК Сингерс (енгл. Singers F.C.), а у Енглеску фудбалску лигу су ушли 1919. године. Једини већи трофеј који су освојили је ФА куп у сезони 1986/87, када су у финалу победили Тотенхем хотспер. Од 2005. године играју на новоизграђеној Рико арени, капацитета 32.609 седећих места.